# Clannad (videogioco)
Clannad (クラナド?, Kuranado) è una visual novel giapponese sviluppata da Key e pubblicata il 28 aprile 2004 per Microsoft Windows. A differenza dei due titoli precedenti di Key, Kanon ed Air, pubblicati prima come giochi per adulti e poi censurati e riadattati per un pubblico più giovane, Clannad è stato concepito direttamente come un gioco rivolto a tutte le età. Oltre ai port per le console PlayStation 2, PlayStation Portable, Xbox 360, PlayStation 3 e PlayStation Vita, la versione Full Voice del gioco, tradotta in inglese per un'edizione internazionale, è stata pubblicata su Steam da Sekai Project il 23 novembre 2015.
La prima parte della storia, School Life, ruota attorno a Tomoya Okazaki, un delinquente delle superiori che incontra diverse persone durante il suo ultimo anno di liceo, tra cui cinque ragazze che verranno aiutate da lui a risolvere i loro problemi. La seconda parte, chiamata After Story, segue invece la sua vita da adulto dopo aver conseguito il diploma. Il gameplay di Clannad si basa su una struttura ramificata che offre al giocatore l'opportunità di scegliere tra vari percorsi d'interazione (routes), incentrati su una delle cinque ragazze o su altri personaggi incontrati nel corso della storia.
La versione per PC è stata il gioco bishōjo più venduto in Giappone al momento della sua pubblicazione, e anche successivamente si è mantenuta tra i primi cinquanta titoli di maggior successo registrati nelle classifiche nazionali delle vendite. Uno spin-off per adulti, intitolato Tomoyo After: It's a Wonderful Life e pubblicato da Key nel novembre 2005, è stato dedicato a una delle cinque eroine, Tomoyo Sakagami.
Clannad ha anche ispirato altri media, realizzati nel corso degli anni seguenti all'uscita del videogioco. Oltre ad antologie, light novel, artbook, drama-CD e album, quattro adattamenti manga sono stati serializzati rispettivamente da ASCII Media Works, Flex Comix, Fujimi Shobō e Jive. Un film d'animazione, prodotto da Toei Animation, è uscito nelle sale cinematografiche giapponesi il 15 settembre 2007, mentre tra il 2007 e il 2009 lo studio d'animazione Kyoto Animation ha realizzato due serie televisive anime, accompagnate da due episodi OAV.

## Trama

### Ambientazione e temi

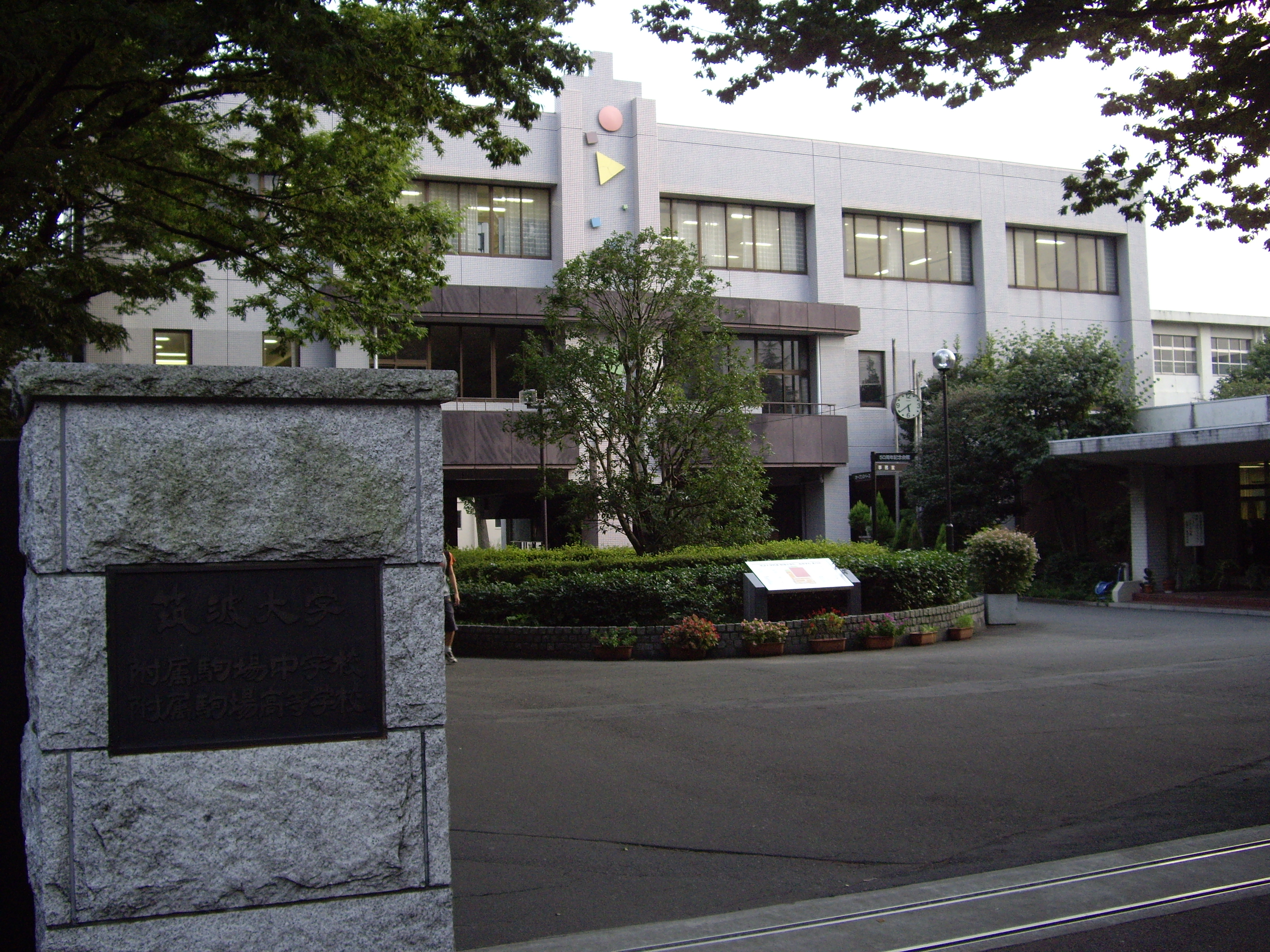
La scuola media inferiore e superiore Komaba, su cui si basa l'aspetto del liceo Hikarizaka

La prima parte della storia è ambientata principalmente nel liceo privato Hikarizaka, una scuola fittizia situata in Giappone. Al di fuori di essa, tra i luoghi frequentati vi sono la panetteria dei genitori di Nagisa e il dormitorio dove vive il miglior amico di Tomoya, Youhei Sunohara. Nel corso dell'intera storia, vengono mostrati piccoli scorci di un mondo immaginario e illusorio dall'aspetto desolato che proviene dai sogni di Tomoya; in tale mondo vive una giovane ragazza, che per alleviare la solitudine costruisce un corpo meccanico con dei rottami, attraverso cui il giocatore può interagire con lei. L'altra metà del gioco è ambientata al di fuori dell'ambiente scolastico, ossia nel mondo degli adulti.
Tra le tematiche che si possono individuare nel corso della storia, la più importante è quella che delinea il valore della famiglia. Il titolo stesso della serie fu scelto dallo sceneggiatore Jun Maeda per via della sua erronea convinzione che il nome del gruppo musicale Clannad significasse in irlandese "clan" o "famiglia". Dei sei personaggi principali, Tomoya, Nagisa e Kotomi non hanno fratelli, ma i loro genitori ricoprono ruoli importanti nelle linee narrative del gioco. Le sorelle di Fuko e Kyou appaiono come personaggi secondari al loro fianco, e anche il fratello di Tomoyo assume nella sua storia un certo peso.
In particolare la storia di Nagisa fu scritta per introdurre una "famiglia perfetta", la cui coscienza mentale fosse al centro dell'attenzione, e sia lei sia Tomoya furono ideati in maniera tale da evidenziarne la "crescita verso l'età adulta". Sempre nella storia di Nagisa il motivo della famiglia è rafforzato sia dall'unità del club di teatro, sia dalle frequenti apparizioni de "La grande famiglia dei Dango" (だんご大家族?, Dango daikazoku), un gruppo immaginario di mascotte per bambini di cui l'eroina è una grande appassionata.

### Storia
Tomoya Okazaki, studente all'ultimo anno di liceo, con il suo atteggiamento all'apparenza distaccato e indolente, viene considerato da molti un pessimo elemento a causa della sua pigrizia e del suo carattere a volte ribelle. Sarà l'incontro con la piccola, dolce e fragile Nagisa Furukawa a cambiare totalmente la sua vita e, in una sorta di gioco degli opposti, tra i due si instaurerà un profondo rapporto d'amicizia. Il filo conduttore della storia si identifica con il sogno di Nagisa di partecipare a una rappresentazione teatrale, ma quando tutto sembrerà perso a causa della mancanza di membri del club di teatro, sarà Tomoya a spronare e ad aiutare Nagisa nell'attività di reclutamento. Tra mille peripezie e con l'aiuto dei loro amici e dei genitori di Nagisa, i due riusciranno, infine, a ricostituire il tanto agognato club di teatro. La rappresentazione teatrale, basata su un soggetto originale di Nagisa e tratta da uno spettacolo da lei visto quando era ancora piccola, è un successo e a fine esibizione Tomoya, ormai trasferitosi a casa di Nagisa sotto suo invito ed innamoratosi segretamente di lei, le si dichiara, dando inizio alla loro storia d'amore.
After Story riprende poche settimane dopo la rappresentazione teatrale. Tra partite di baseball, favori ad amici e duro lavoro, si conclude l'ultimo anno di liceo per Tomoya. Nagisa, tuttavia, a causa di un peggioramento della sua salute (precaria sin da quando era piccola), è costretta ad assentarsi per numerosi giorni da scuola e a rinunciare alla presidenza del club di teatro. Per via del gran numero di assenze per malattia, la giovane perde anche un anno di scuola. Mentre Nagisa, a inizio semestre, ripete l'ultimo anno, Tomoya si dedica a lavori occasionali, aiutando i genitori di Nagisa, Akio e Sanae, nella gestione della panetteria Furukawa. Il rapporto tra Nagisa e Tomoya diviene sempre più intimo e denso, finché lui, dopo essere stato assunto da un'azienda come elettricista, le chiede la mano. Dal loro matrimonio derivano grandi felicità, dubbi sul futuro e dolori, che Tomoya, nell'ultima parte della storia, sarà costretto ad affrontare senza di lei.

## Modalità di gioco
Clannad è una visual novel drammatica e sentimentale in cui il giocatore interpreta Tomoya, il protagonista delle vicende. La maggior parte del gameplay si basa sulla lettura dei dialoghi e della narrazione, la cui storia è caratterizzata da una struttura ramificata che conduce a più finali: in base alle decisioni prese dal giocatore in alcuni punti, la trama proseguirà in una direzione specifica.
Esistono sei linee narrative principali, di cui cinque già disponibili all'inizio. Una volta giunti ai punti di decisione, al giocatore viene data l'opportunità di scegliere tra un numero limitato di opzioni, durante cui lo scorrimento del testo va in pausa fino a quando non viene fatta una scelta. Per completare la lettura delle linee narrative, è necessario rigiocare alcune scene prendendo decisioni differenti. Oltre ad alcune funzioni supplementari come quelle di avanzamento rapido e automatico dei testi, nel menu dell'edizione internazionale del gioco si ha anche accesso a un'enciclopedia intitolata Dangopedia che riporta le note di traduzione.
Al primo avvio del gioco, gli scenari di tutte e cinque le eroine, compresi alcuni scenari minori, risultano disponibili nella prima parte della storia chiamata School Life. Quando il giocatore ne completa uno, come premio riceve una "sfera di luce": una volta raccoltene otto, si sblocca la seconda parte della storia denominata After Story. Per finire il gioco e ottenere il cosiddetto "finale vero", è necessario raccogliere in totale tredici sfere, di cui una scompare nel corso di School Life e riappare in After Story. Originariamente le sfere dovevano essere oggetti utilizzabili dal giocatore durante il gameplay, ma siccome ciò avrebbe aumentato la complessità del gioco e rischiato di distogliere l'attenzione dalla storia, gli sviluppatori decisero di semplificarne la funzione affinché non risultassero a volte inopportune.

## Personaggi
La storia è narrata dal punto di vista di Tomoya Okazaki. Etichettato come un delinquente, Tomoya esprime subito tutto il rancore che porta nei confronti della città in cui vive e dove sono ambientate le sue vicende. È molto schietto nel rivolgersi agli altri e talvolta fa affermazioni senza pensarci, risultando involontariamente troppo brusco e irrispettoso dei sentimenti altrui. Nonostante questa sua caratteristica, Tomoya è molto leale agli amici e dedica tanto tempo ad aiutare coloro che sono in difficoltà e hanno bisogno di sostegno. In generale, ha una personalità altruista e non chiede mai nulla in cambio dell'aiuto offerto agli altri.
La prima eroina incontrata da Tomoya è Nagisa Furukawa, una ragazza gentile e pacata dalla scarsa autostima e fiducia in sé, che ha l'abitudine di mormorare i nomi dei cibi preferiti che ha intenzione di mangiare per acquistare motivazione. Kyou Fujibayashi, al contrario, è una ragazza aggressiva e scurrile, nota per essere una brava cuoca tra i suoi amici e in famiglia. Quando si arrabbia, lancia un dizionario che porta spesso con sé contro coloro che scatenano le sue ire, ma nonostante ciò dimostra di avere un lato più pacato, specialmente insieme alla sorella gemella minore Ryou.

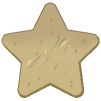
Esempio di stella di legno intagliata da Fuko

Nella biblioteca della scuola Tomoya incontra anche Kotomi Ichinose, una ragazza genio classificatasi tra i dieci migliori studenti nei risultati degli esami standard a livello nazionale, che essendo però dotata di scarse capacità sociali, rende difficile agli altri comunicare con lei. Come quarta eroina vi è poi Tomoyo Sakagami, una studentessa del secondo anno, molto brava nel combattimento, che aspira a diventare presidente del consiglio studentesco. Tomoyo è la protagonista dello spin-off Tomoyo After: It's a Wonderful Life. Quinta e ultima eroina è Fuko Ibuki, una studentessa del primo anno che mostra un atteggiamento distaccato nei confronti degli altri e che, prima dell'incontro con Tomoya, passava sempre il tempo da sola, intagliando con un piccolo coltello diverse stelle marine in legno da donare alle persone come invito al matrimonio della sorella. Fuko è estremamente affascinata dalle cose che luccicano come le stelle, e quando le vede finisce in uno stato di euforia tale da rimanere isolata per qualche istante dalla realtà che la circonda.

## Sviluppo
Il ruolo di produttore esecutivo fu assegnato a Takahiro Baba di VisualArt's, l'azienda che controlla Key. La progettazione del gioco fu diretta da Jun Maeda, che si occupò della stesura della maggior parte degli scenari e fu uno dei tre sceneggiatori assieme a Kai e Yūichi Suzumoto. Ad assisterlo vi fu Tōya Okano, mentre Itaru Hinoue si prese carico della direzione artistica e partecipò allo sviluppo del character design. Miracle Mikipon, Mochisuke, Na-Ga e Shinory lavorarono sulla computer grafica, affiancati da Torino che fornì le immagini di sfondo. La colonna sonora è stata composta da Maeda, Shinji Orito e Magome Togoshi.
Durante lo sviluppo della seconda visual novel di Key, Air, Maeda ebbe l'impressione di poter scrivere la storia del gioco esattamente come voleva, ma più tardi scoprì che era risultata difficile da capire e sperimentare per molti giocatori. Per questo motivo, Maeda ritenne che il successivo lavoro di Key, Clannad, avesse dovuto essere più facile da giocare, e dopo aver dato inizio ai lavori di progettazione subito dopo il completamento di Air, cercò di fare in modo che il gioco fosse anche divertente. Sin dall'inizio, Maeda volle scrivere qualcosa di diverso da Air, concentrandosi in particolar modo sulla stesura di una profonda connessione tra le "persone e la città" e l'"umanità". Il risultato, però, superò le sue stesse aspettative, tanto che successivamente egli comparò la scrittura degli scenari di Clannad a un "muro impossibile da scalare una seconda volta". Durante la produzione, l'intera storia salì infatti a un livello che Maeda non si sarebbe mai immaginato, e Suzumoto notò che la lunghezza totale originariamente prevista fu superata del doppio. Suzumoto attribuì ciò all'espansione dello scenario base, che causò di conseguenza un ingrandimento a catena anche degli scenari successivi.

Logo di Clannad After Story

Alcune preoccupazioni riguardo allo sviluppo di Clannad furono simili a quelle di Air. Quando la sceneggiatura della linea narrativa di Nagisa fu scritta, si discusse sulla sua eccessiva lunghezza e si notò che in quel modo si attribuiva troppa importanza all'eroina principale. La preoccupazione maggiore fu quella di produrre nuovamente un gioco la cui unica storia importante fosse quella della protagonista, come accaduto con Misuzu Kamio in Air. Baba suggerì di ridurre le differenze tra le linee narrative delle singole eroine, ma Maeda ritenne che lo sviluppo di storie così diverse tra di loro non avrebbe pesato negativamente sulla valutazione del gioco e che il risultato sarebbe stato comunque buono. Malgrado ciò, Maeda non nascose una certa preoccupazione per After Story, che essendo principalmente incentrato su Nagisa, secondo lui avrebbe eclissato il resto della storia del gioco. Per impedire ciò, Maeda si concentrò sul rendere la parte iniziale, School Life, altrettanto piacevole con l'aggiunta di elementi che ne prolungassero la durata e ne rafforzassero le emozioni. In generale Clannad, secondo Yūto Tonokawa, è il secondo lavoro più lungo di Key, superato solo da Little Busters! Ecstasy di circa 4000 parole.

## Distribuzione
Nel 2001 Key annunciò che l'uscita di Clannad era stata fissata per l'anno seguente, ma dopo diversi rimandi il gioco fu pubblicato in edizione limitata, giocabile su PC con sistema operativo Windows tramite DVD, il 28 aprile 2004. La pubblicazione fu accompagnata da un album intitolato Mabinogi, contenente la colonna sonora del videogioco in versione remixata. L'edizione regolare fu invece pubblicata il 6 agosto 2004 sempre per PC con sistema operativo Windows. Anche se Clannad originariamente non doveva contenere dialoghi doppiati, Key pubblicò il 29 febbraio 2008 una versione per Windows, denominata Clannad Full Voice, fornita del doppiaggio completo, ad eccezione del protagonista Tomoya impersonato dal giocatore. Tra le novità, vi furono anche nuove immagini in computer grafica e un aggiornamento che rese il gioco compatibile con Windows Vista. Full Voice fu poi incluso da Key sotto il nome di Clannad il 31 luglio 2009 nella raccolta Key 10th Memorial Box, contenente altre cinque visual novel sviluppate dall'azienda. Una versione aggiornata compatibile con Windows 7, intitolata Clannad Memorial Edition, fu pubblicata il 28 maggio 2010.
Un'edizione internazionale di Clannad Full Voice fu pubblicata per Windows il 23 novembre 2015 in inglese da Sekai Project su Steam. La pubblicazione fu annunciata durante il Japan Expo 2014 e nel novembre 2014 Sekai Project aprì una campagna di raccolta fondi sul sito Kickstarter per ottenere i soldi necessari per sviluppare la traduzione completa del gioco. Dopo meno di 24 ore dal lancio, il progetto raccolse 140 000 dollari. Al raggiungimento della quota dei 320 000 dollari richiesti, Sekai Project annunciò al pubblico che sarebbe stato tradotto e pubblicato anche Hikari mimamoru sakamichi de per Windows. Al termine della campagna su Kickstarter la cifra totale raccolta fu di 541 161 dollari.
Un primo port del gioco fu pubblicato per PlayStation 2 il 23 febbraio 2006 da Interchannel. La versione fu poi riproposta con la denominazione di "Best" il 30 luglio 2009 e inclusa lo stesso giorno, assieme alle edizioni per PS2 dei titoli Kanon ed Air, nel pacchetto "Key 3-Part Work Premium Box". Una versione per Xbox 360 e una per PlayStation 3 furono pubblicate da Prototype rispettivamente il 28 agosto 2008 e il 21 aprile 2011. Una versione scaricabile sempre per PS3 fu resa disponibile sul PlayStation Store il 14 febbraio 2013.
Una versione prodotta da NTT DoCoMo, compatibile con i telefoni cellulari FOMA, fu pubblicata da Prototype tramite VisualArt's Motto nel corso del secondo semestre del 2007. Una versione per Android fu resa disponibile il 18 settembre 2012, mentre una versione per telefoni SoftBank 3G e una per PlayStation Portable, contenente gli extra di Full Voice, furono pubblicate sempre da Prototype rispettivamente nel gennaio e maggio 2008. Le edizioni limitate delle versioni per PSP e Xbox 360 furono vendute insieme all'edizione "digest" di una delle serie di drama-CD, in cui furono registrate cinque storie non legate tra di loro; il CD venduto per la versione PSP è diverso da quello venduto per l'edizione Xbox 360. Prototype ha anche pubblicato un port del gioco per PlayStation Vita il 14 agosto 2014 in occasione del decimo anniversario dell'uscita del gioco per Windows.

## Media derivati

### Libri e pubblicazioni
Un libro di 39 pagine, intitolato pre-Clannad, è stato pubblicato da SB Creative il 15 aprile 2004. L'opera contiene immagini estrapolate dalla visual novel e brevi descrizioni dei personaggi, insieme a schizzi di produzione e disegni preparatori. Un visual fan book di 160 pagine è stato messo in vendita da Enterbrain il 12 ottobre 2004; in esso sono presenti spiegazioni dettagliate sulla storia, immagini in computer grafica, le partiture delle sigle di apertura e chiusura e varie interviste realizzate dai creatori. Verso la fine del libro sono state anche incluse illustrazioni originali dei personaggi di Clannad a cura di vari artisti, tre capitoli aggiuntivi di Official Another Story e schizzi di produzione.
Una serie di quattordici storie brevi illustrate, che ampliano la storia di Clannad, è stata serializzata sulla rivista Dengeki G's Magazine di ASCII Media Works tra i numeri di settembre 2004 e ottobre 2005. Intitolata Official Another Story Clannad: hikari mimamoru sakamichi de (Official Another Story Clannad 光見守る坂道で?), la serie è una light novel pubblicata a puntate, che consiste in tredici capitoli regolari più un capitolo extra. Le storie sono state scritte dallo staff di Key e sono accompagnate da alcune illustrazioni realizzate dall'artista giapponese GotoP. Un volume di 103 pagine, contenente i quattordici capitoli e altre due storie originali, è poi stato pubblicato il 25 novembre 2005.
Hikari mimamoru sakamichi de è stato ripubblicato tramite VisualArt's Motto a partire da gennaio 2008 per telefoni cellulari SoftBank 3G e FOMA. Un capitolo è stato reso disponibile settimanalmente insieme alle pubblicazioni per SoftBank 3G a distanza di tre settimane dalla versione per telefoni FOMA. Successivamente, la raccolta di storie brevi è stata pubblicata da Prototype anche per PSP in due volumi, ciascuno contenente otto capitoli e i disegni di GotoP. Il primo volume è stato messo in vendita il 3 giugno 2010, mentre il secondo il 15 luglio 2010; la nuova versione è stata descritta dagli sviluppatori come una "visual sound novel". Il 6 luglio 2011 Hikari mimamoru sakamichi de è diventato un contenuto scaricabile per la versione di Clannad per PS3. Due volumi di un'edizione per dispositivi Android, invece, sono stati pubblicati rispettivamente il 30 novembre 2011 e l'11 aprile 2012.
Due antologie sui personaggi dei romanzi di Clannad sono state scritte da diversi autori e pubblicate da Jive a settembre e dicembre 2004. Tre volumi di una serie di antologie di storie brevi, scritta da Hiro Akizuki e Mutsuki Misaki e intitolata Clannad. (くらなど。?), sono stati messi in vendita da Harvest tra dicembre 2008 e novembre 2009. Altri tre volumi di una serie di raccolte di storie brevi dal titolo Clannad SSS, scritta da diversi autori, sono stati pubblicati sempre da Harvest tra luglio e settembre 2009. Harvest ha poi curato una serie di romanzi dal titolo Clannad Mystery File a partire da agosto 2010 e un romanzo intitolato Clannad: Magic Hour, uscito nel dicembre 2010.

### Manga
Un primo manga a cura di Juri Misaki, intitolato Clannad Official Comic, è stato serializzato sulla rivista Comic Rush di Jive tra il numero di maggio 2005 e quello di aprile 2009. I vari capitoli sono stati raccolti in otto volumi tankōbon, pubblicati tra il 7 novembre 2005 e il 7 marzo 2009. Un secondo manga di Rino Fujii, intitolato Official Another Story Clannad: hikari mimamoru sakamichi de e basato sull'omonima raccolta di storie brevi, è stato serializzato tra il 21 giugno 2007 e il 21 agosto 2008 sulla rivista Comi Digi + di Flex Comix. Composto da undici capitoli, è stato raccolto in due volumi tankōbon, di cui il primo è stato pubblicato da SB Creative il 20 febbraio 2008 sia in edizione regolare sia limitata; per commemorarne l'uscita nei negozi, una sessione di autografi con Fujii si è tenuta il 2 marzo 2008 presso Gamers a Nagoya. Il secondo e ultimo volume, uscito sempre in edizione regolare e limitata, è stato pubblicato il 22 dicembre 2008.
Un terzo manga di Clannad, disegnato da Shaa, è stato serializzato sul Dengeki G's Magazine di ASCII Media Works dal numero di agosto 2007 a quello di luglio 2009, proseguendo poi sulla rivista Dengeki G's Festival! Comic dello stesso editore dal 26 ottobre 2009 al 28 aprile 2014. Cinque volumi della serie sono stati pubblicati sotto l'etichetta Dengeki Comics tra il 27 febbraio 2008 e il 26 luglio 2014. Un quarto manga, intitolato Clannad: Tomoyo Dearest e disegnato da Yukiko Sumiyoshi, è stato serializzato dal 20 febbraio al 20 agosto 2008 sulla rivista Dragon Age Pure di Fujimi Shobo. La storia è incentrata su Tomoyo e sulle sue vicende narrate nella visual novel originale. I vari capitoli sono stati raccolti in un unico volume, pubblicato il 7 ottobre 2008.
Alcune antologie di manga sono state prodotte da diverse case editrici e disegnate da vari artisti nipponici. Una prima serie di cinque volumi, intitolata Clannad, è stata pubblicata da Ohzora Publishing, sotto l'etichetta Twin Heart Comics, tra giugno 2004 e aprile 2005. Un volume dal titolo Clannad Comic Anthology: Another Symphony è stato curato da Jive e messo in vendita il 25 gennaio 2005. Un'altra serie a cura di Ichijinsha è stata edita sotto l'etichetta DNA Media Comics in due volumi, più un terzo speciale, tra il 25 giugno 2004 e il 25 dicembre 2007. Un'ultima serie, contenente yonkoma editi da Enterbrain e intitolata Magi-Cu 4-koma Clannad, è stata pubblicata in dieci volumi sotto l'etichetta MC Comics tra il 25 febbraio 2008 e il 26 agosto 2009.

### Drama-CD
Una prima serie di cinque drama-CD di Clannad, ciascuno incentrato su una delle eroine presenti nella storia, è stata pubblicata da Frontier Works tra il 25 aprile e il 24 agosto 2007. Una seconda serie, prodotta da Prototype, conta invece quattro CD, messi in vendita tra il 25 luglio e il 24 ottobre dello stesso anno. Ogni CD è basato sulle storie di Official Another Story Clannad: hikari mimamoru sakamichi de; l'artista GotoP, autore delle illustrazioni originali, ne ha curato i disegni delle copertine. I CD, accompagnati da testi e immagini, sono diventati poi contenuti scaricabili su Xbox Live e PlayStation Store, ottenibili giocando rispettivamente alle versioni di Clannad per Xbox 360 e PS3.

### Film

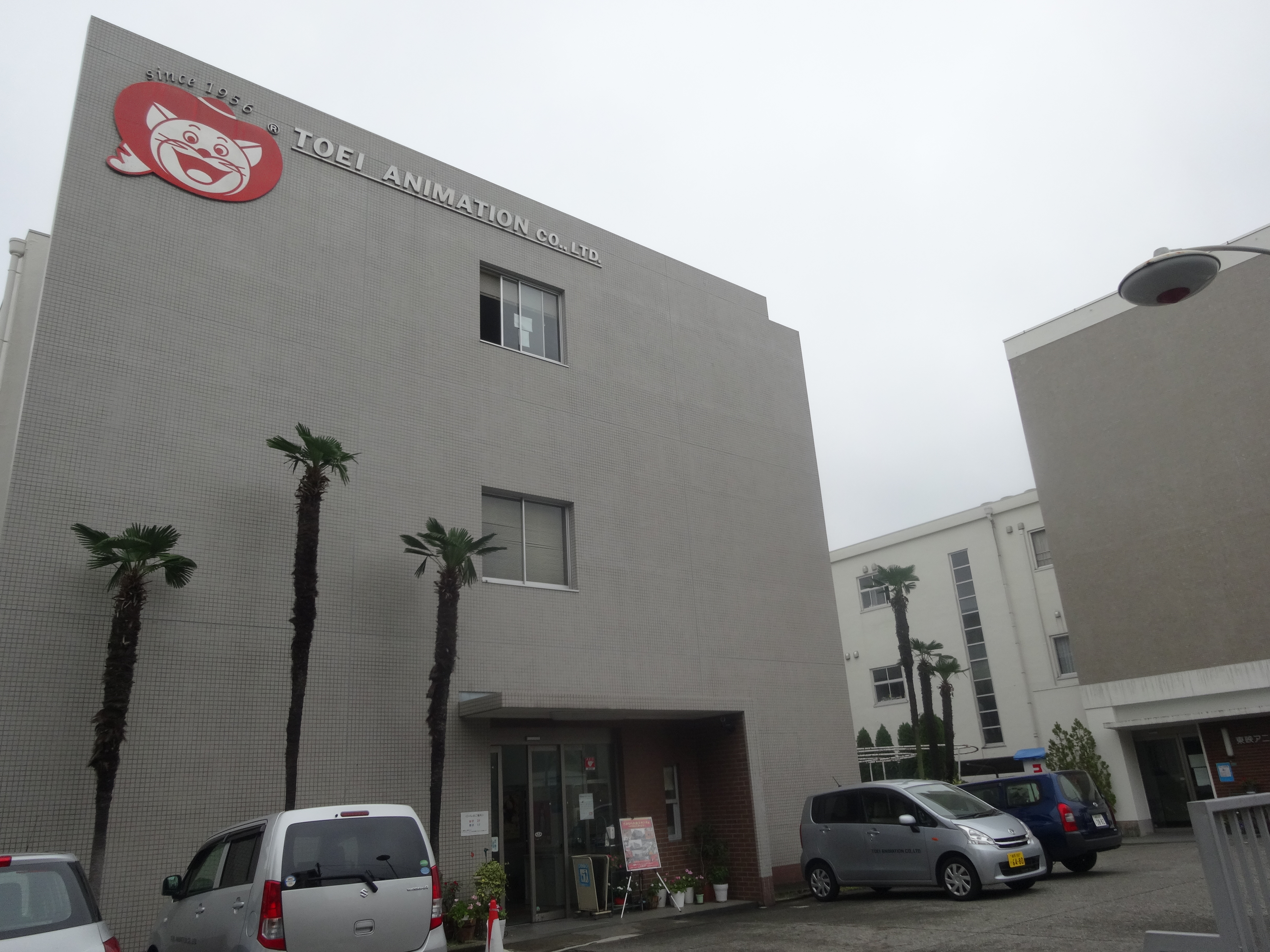
Sede di Toei Animation a Ōizumi

Un film d'animazione basato su Clannad, annunciato da Toei Animation al Tokyo Anime Fair, è stato curato dallo stesso staff che si è occupato della prima serie televisiva di Kanon e del film di Air. Il lungometraggio, diretto da Osamu Dezaki e scritto da Makoto Nakamura, è stato proiettato nei cinema giapponesi a partire dal 15 settembre 2007. La storia ripercorre l'intera visual novel dal punto di vista di Nagisa Furukawa, la quale diventa protagonista vera e propria delle vicende narrate. Il film è stato distribuito in Giappone per il mercato home video a partire dal 7 marzo 2008 in tre edizioni DVD: regolare, speciale e da collezionista. In America del Nord i diritti sono stati acquistati da Sentai Filmworks.

### Anime

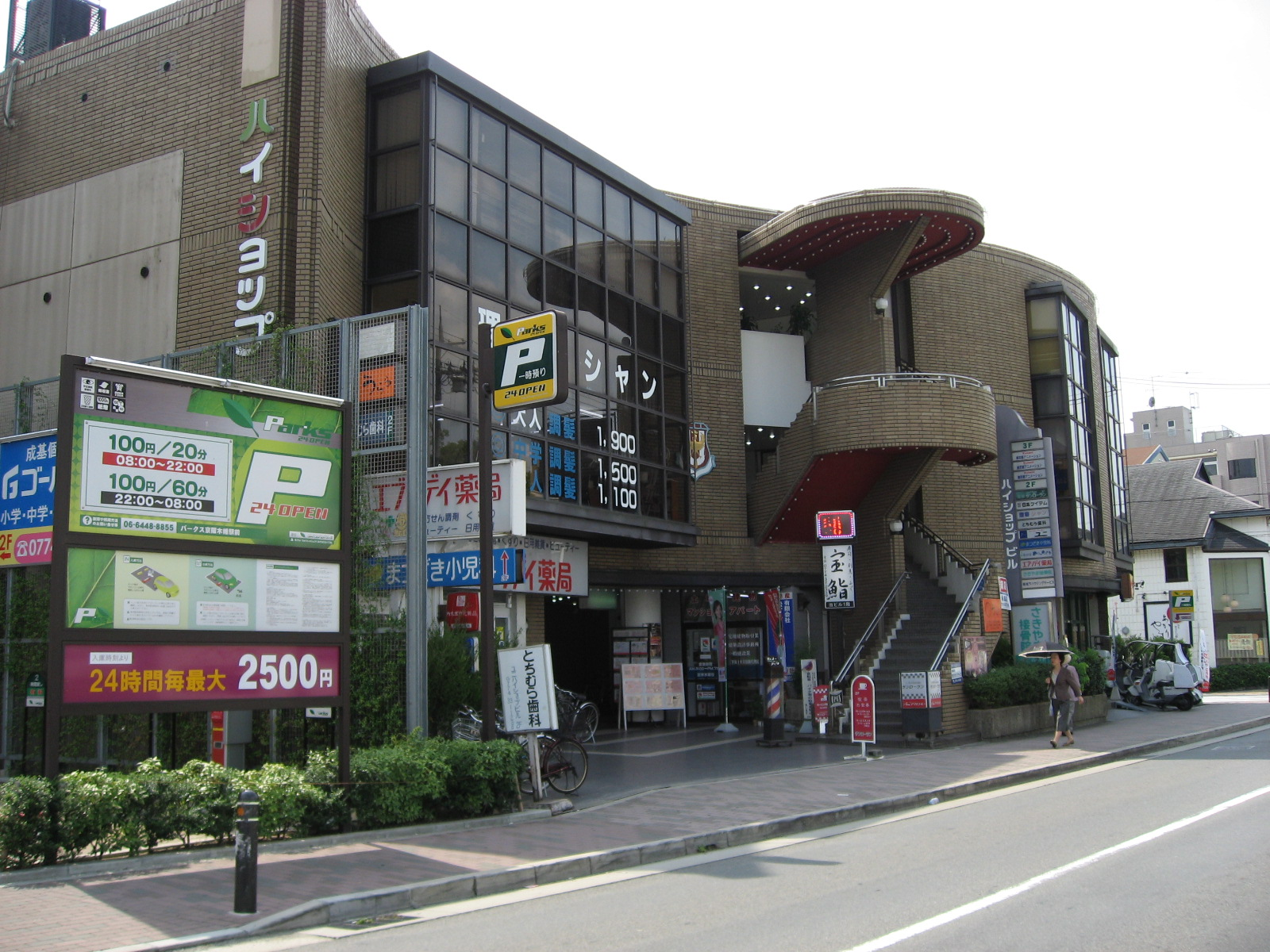
Sede di Kyoto Animation a Uji

Il 15 marzo 2007 la rete televisiva nipponica BS-i annunciò la produzione di un adattamento anime di Clannad con un teaser trailer di 30 secondi, trasmesso al termine dell'episodio finale della seconda serie anime di Kanon. Sotto la supervisione e la direzione generale di Maeda, la serie fu prodotta da Kyoto Animation e diretta da Tatsuya Ishihara, al tempo già regista degli anime di Air e Kanon. Trasmesso dal 4 ottobre 2007 al 27 marzo 2008, l'anime consisté in 23 episodi contro i 24 inizialmente previsti, di cui il primo fu presentato in anteprima l'11 agosto 2007 presso il festival Anime Festa di TBS, quando fu annunciato anche l'orario di trasmissione della serie. L'edizione home video giapponese è stata pubblicata tra il 19 dicembre 2007 e il 16 luglio 2008 da Pony Canyon in otto volumi DVD, ciascuno contenente tre episodi. Dei 24 episodi pianificati, il ventitreesimo è stato trasmesso sempre in televisione come extra, mentre il ventiquattresimo è diventato un OAV incluso nell'ultimo volume DVD della serie. L'episodio OAV, presentato in anteprima il 31 maggio 2008 a un pubblico di quattrocento persone scelte tramite una campagna di cartoline distribuite via e-mail, è ambientato nell'universo parallelo della visual novel in cui Tomoya e Tomoyo formano una coppia. Un'edizione BD della serie è stata pubblicata in un unico cofanetto il 30 aprile 2010.
A fine ventitreesimo episodio della prima serie anime di Clannad, un altro teaser trailer di 15 secondi annunciò la produzione di una seconda stagione, intitolata Clannad After Story. La nuova serie fu animata ancora dallo studio Kyoto Animation, che adattò la seconda parte della visual novel in altri 24 episodi. Lo staff e il cast furono gli stessi della prima stagione, e la serie andò in onda in Giappone dal 2 ottobre 2008 al 26 marzo 2009. Dei 24 episodi prodotti, il ventitreesimo è considerato un extra, mentre il ventiquattresimo riassume gli eventi principali della serie. Otto volumi DVD sono stati pubblicati per il mercato home video nipponico tra il 3 dicembre 2008 e il 1º luglio 2009; l'ultimo contiene un altro OAV, anch'esso mostrato in anteprima il 24 maggio 2009 a un numero limitato di persone, che vede Tomoya e Kyou uscire insieme in un altro universo parallelo. Un cofanetto BD di After Story è stato pubblicato il 20 aprile 2011 in Giappone con i sottotitoli in inglese. I diritti di entrambe le serie sono stati acquistati in America del Nord da Sentai Filmworks, in Germania da Filmconfect, in Australia e Nuova Zelanda da Siren Visual, in Irlanda e Regno Unito da Madman Entertainment e in Taiwan da Proware Multimedia International, mentre nelle Filippine la prima stagione è stata trasmessa su TV5.

### Web radio
Una trasmissione radiofonica di cinquantadue episodi, intitolata Nagisa to Sanae no omae ni rainbow (渚と早苗のおまえにレインボー?, Nagisa to Sanae no omae ni reinbō), è andata in onda sulla web radio, ospitata da Onsen e Animate TV, dal 5 ottobre 2007 al 3 ottobre 2008. Lo spettacolo è stato condotto dalle doppiatrici Mai Nakahara (Nagisa) e Kikuko Inoue (Sanae), le quali hanno presentato numerosi ospiti e loro colleghi come Ryō Hirohashi (Kyou), Atsuko Enomoto (Yukine), Akemi Kanda (Ryou), Yūichi Nakamura (Tomoya) e Daisuke Sakaguchi (Youhei). I vari episodi dello show sono stati poi pubblicati in quattro raccolte di CD tra il 18 giugno 2008 e il 18 febbraio 2009.
Un secondo programma radiofonico di ventisei episodi, creato in occasione dell'anime Clannad After Story e intitolato Nagisa to Sanae to Akio no omae ni hyper rainbow (渚と早苗と秋生のおまえにハイパーレインボー?, Nagisa to Sanae to Akio no omae ni haipā reinbō), è stato trasmesso tra il 10 ottobre 2008 e il 10 aprile 2009. Lo spettacolo, sempre prodotto da Onsen e Animate TV, ha visto l'aggiunta di un terzo conduttore: il doppiatore di Akio Furukawa, Ryōtarō Okiayu. Due raccolte da due dischi l'una, contenenti l'intera serie, sono stati pubblicati rispettivamente il 18 febbraio e il 29 maggio 2009.

## Apparizioni in altri media
Tra marzo e giugno 2008 i due MMOG Hiten Online e Holy Beast Online di Gamania Entertainment offrirono sia costumi indossabili dai personaggi basati sulle uniformi invernali di Hikarizaka, sia il maialino di Kyou Fujibayashi come animaletto da compagnia; oltre a ciò gli utenti di entrambi i giochi poterono vincere oggetti reali e digitali sempre a tema Clannad. A settembre 2008 fu pubblicata la visual novel di ASCII Media Works e Vridge Nogizaka Haruka no himitsu: cosplay hajimemashita, in cui i personaggi della serie Haruka Nogizaka, Mika Nogizaka e Shiina Amamiya possono fare il cosplay rispettivamente di Kotomi Ichinose, Nagisa Furukawa e Tomoyo Sakagami e cambiare doppiatrice nella loro. Visitando vari luoghi in tali cosplay, si sbloccano anche esclusive immagini in computer grafica, come quella di Nagisa che mangia dango. A ottobre 2008 con l'uscita del mondo virtuale Ai Space di Headlock, i giocatori ottennero la possibilità di vivere e interagire con varie eroine di Clannad su un'isola riproducente il mondo del gioco.

## Colonna sonora
La visual novel adotta tre sigle differenti: una d'apertura e due di chiusura. La prima è Mag Mell (メグメル?, Megu Meru) degli eufonius, mentre le altre due sono Kage futatsu (-影二つ-? lett. "Due ombre") e Chiisa na tenohira (小さなてのひら? lett. "Piccoli palmi") cantate da Riya, di cui l'ultima viene usata per After Story. Cinque album legati al gioco sono stati pubblicati dall'etichetta discografica Key Sounds Label di Key a: dicembre 2003 (Sorarado), aprile 2004 (Mabinogi), dicembre 2004 (Sorarado Append e -Memento-) e dicembre 2005 (Piano no mori). La colonna sonora ufficiale di Clannad, invece, è uscita il 23 agosto 2004.
Un maxi singolo degli eufonius, intitolato Mag Mell (frequency⇒e Ver.), e un image album di Lia, dal titolo Yakusoku, sono stati pubblicati da Frontier Works, in occasione dell'uscita del film di Clannad, a luglio e agosto 2007. La colonna sonora ufficiale del film, contenente entrambi i singoli, è stata messa in vendita il 21 novembre dello stesso anno.
Le sigle di apertura e chiusura della prima stagione anime, pubblicate il 26 ottobre 2007, sono rispettivamente Mag Mell (cuckool mix 2007) degli eufonius (remix del brano Mag Mell -cockool mix- presente nel terzo disco della colonna sonora originale del gioco, che è a sua volta un remix della sigla d'apertura Mag Mell) e Dango daikazoku (だんご大家族? lett. "La grande famiglia dei Dango") di Chata, che usa la stessa melodia di Chiisa na tenohira. Le sigle di apertura e chiusura della seconda stagione anime, pubblicate il 14 novembre 2008 in versione normale e il 28 dicembre 2008 in versione remixata, sono invece Toki o kizamu uta (時を刻む唄? lett. "Una canzone che oltrepassa il tempo") e Torch (lett. "Torcia"), entrambe interpretate da Lia. Il resto della colonna sonora delle due serie proviene in gran parte dalle tracce già usate nella visual novel.

## Accoglienza

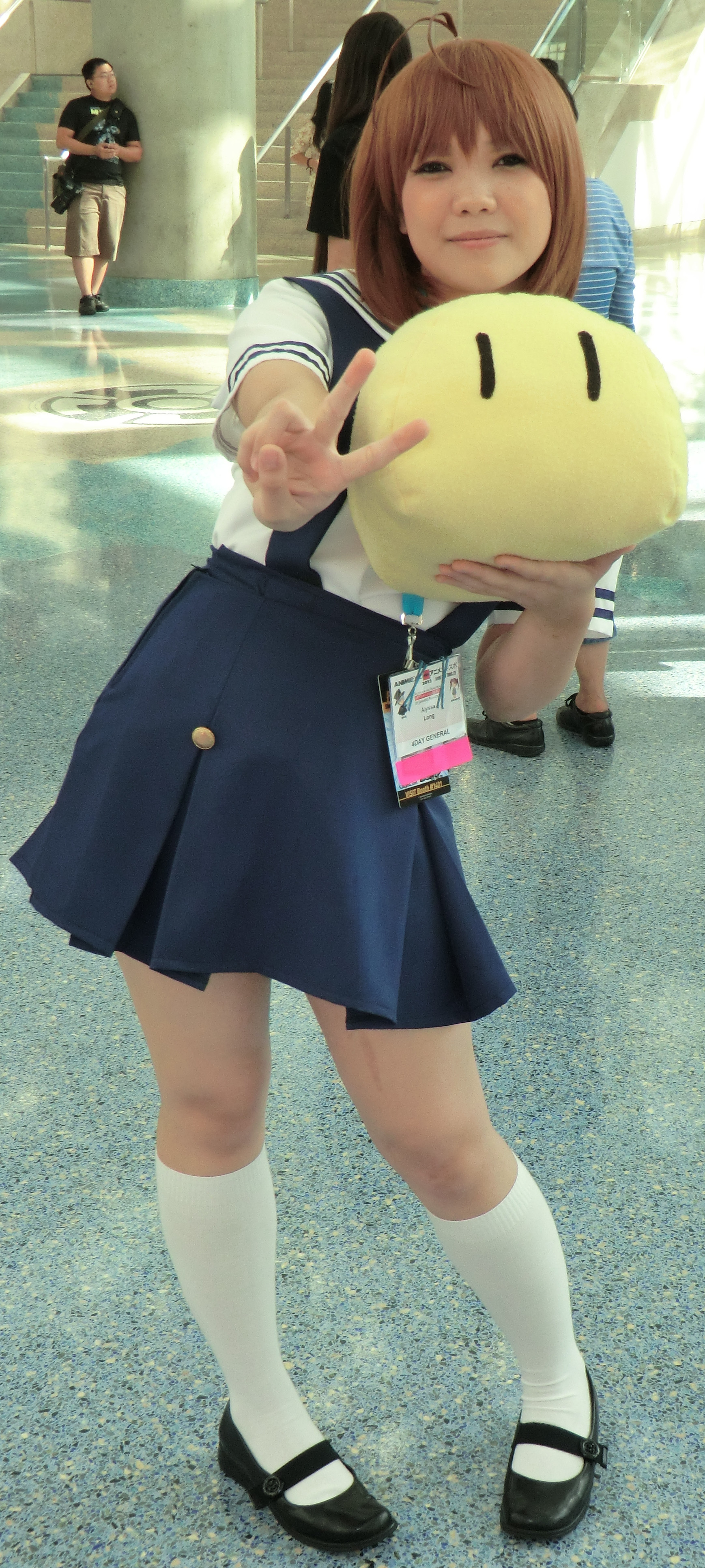
Cosplayer di Nagisa

### Critica
Sul numero di ottobre 2007 della rivista Dengeki G's Magazine, i risultati di un sondaggio sui cinquanta migliori giochi bishōjo videro Clannad classificarsi al primo posto con 114 voti, su un totale di 249 titoli tra cui scegliere. La versione per PlayStation 2 del 2006 fu recensita dalla rivista giapponese dedicata ai videogiochi Famitsū, la quale valutò il titolo con un punteggio pari a 26/40. Nel 2008 Clannad raggiunse la seconda posizione nel sondaggio realizzato da Dengeki per decretare il gioco più emozionante di tutti i tempi, mentre nel 2011 ottenne il quarto posto nel sondaggio di Famitsū per stabilire quello più commovente. Nel 2014 Sony Computer Entertainment condusse un altro sondaggio a cui parteciparono oltre 10000 fan giapponesi, secondo cui Clannad risultò il diciottesimo gioco "ancora più commovente di libri e film".
Recensendo la versione di Clannad per Windows, Simone Tagliaferri di Multiplayer.it ha definito il gioco "una delle migliori visual novel mai realizzate", lodando la ricchezza dei dialoghi e della narrazione, lo spessore dei vari percorsi d'interazione e la verosimiglianza dei personaggi, a sua detta i migliori mai visti nel panorama dei videogiochi. Andrew Barker di RPGFan ha invece apprezzato sia l'ampio numero di scelte nei dialoghi, che "ti fanno sentire come se fossi coinvolto nel modo in cui la storia prosegue", sia i "tanti momenti genuinamente divertenti" e le "scene emozionanti" di cui After Story abbonda, ma ha anche criticato il gioco per la scarsità di immagini e alcune parti di School Life "meno interessanti", che il giocatore è costretto a giocare per andare avanti. Per quanto riguarda l'anime, Tim Jones del sito THEM Anime Reviews ha descritto la prima stagione come "il più dettagliato e realistico adattamento animato di Key fino a oggi", mentre il recensore Stig Høgset ha affermato che "la seconda stagione ha cambiato il concetto di tragedia e dramma in modo notevole nel mondo degli anime. In questa parte della storia il tempo comincia davvero a volare, concedendo grande attenzione al lato emotivo e sentimentale di ogni personaggio".
Theron Martin di Anime News Network ha criticato l'eccessiva presenza di elementi moe, ma ha comunque attribuito alla prima serie una bellezza oggettiva "per un pubblico di fan che apprezza questo genere di cose". La sua valutazione della seconda serie è stata più positiva. Ha elogiato la seconda metà della stagione come "la parte meglio scritta di Clannad", che "costruisce e trasmette con efficienza il suo fascino emotivo, rafforza il tema centrale della serie (l'importanza della famiglia) e raggiunge l'apice delle animazioni" e durante cui "solo il più cinico appassionato di anime sarebbe in grado di risparmiare anche solo poche lacrime in alcune scene". Sul sito DVD Talk il recensore Todd Douglass Jr. ha raccomandato caldamente l'anime (specialmente After Story), affermando che "È affascinante, dolce, divertente, misterioso e tragico al tempo stesso. Pochi anime sono così memorabili, e pochi riescono a essere tanto belli così a lungo". Conclude dicendo che la narrazione è "sincera" ed "eccezionale sotto molti punti di vista", e che "pochi show raggiungono livelli come questi".

### Vendite
L'edizione limitata di Clannad per PC si è classificata due volte al primo posto nella classifica nazionale giapponese di giochi bishōjo più venduti. L'edizione regolare ha debuttato al 26º posto, calando entro il mese successivo alle posizioni 37 e poi 41. Le vendite, stando a quanto riportato da Amazon, ammontano tra entrambe le edizioni a 100 560 copie nel corso del 2004. Clannad Full Voice si è invece guadagnato il 7º e il 20º posto nella classifica dei giochi per PC più venduti in Giappone rispettivamente a febbraio e marzo 2008. Nel corso della settimana dal 18 al 24 aprile 2011 sono state vendute inoltre 7466 unità della versione per PlayStation 3, che hanno fatto superare le 113 000 copie vendute alle versioni per console. A fine 2010 le due edizioni per PSP di Hikari mimamoru sakamichi de hanno registrato la vendita di 28 984 copie, mentre nel 2015 l'edizione inglese della versione per Windows ha debuttato al terzo posto nella classifica delle vendite di Steam.
I sedici DVD tratti dalle due serie anime e il film animato hanno ottenuto ottimi risultati in termini di vendite. L'edizione limitata del primo DVD dell'anime si è posizionata al terzo posto nella classifica delle versioni home video degli anime nel corso della settimana dal 19 al 25 dicembre 2007. Le edizioni limitate dei DVD di Clannad dal secondo al quinto volume hanno raggiunto tutte la prima posizione della classifica per DVD venduti nella prima settimana di vendite, mentre il sesto volume del DVD in edizione limitata si è classificato quarto per la settimana che va dal 21 al 27 maggio 2008. La settima e l'ottava edizione limitata dei volumi DVD sono entrambe arrivate al primo posto durante la loro prima settimana di vendite, mantenendo la posizione per un'altra settimana ciascuno dei due. L'edizione limitata del terzo DVD si è posizionata al sesto posto nella classifica delle edizioni DVD degli anime più vendute tra dicembre 2007 e novembre 2008. Un box blu-ray di Clannad si è posizionato al terzo posto nella classifica di vendite per la settimana dal 26 aprile al 2 maggio 2010, poi piazzandosi al tredicesimo posto la settimana seguente. L'edizione speciale in DVD del film si è classificato al terzo posto durante la prima settimana di vendite e poi al decimo la settimana seguente.
Quanto a Clannad After Story, entro la prima settimana sul mercato DVD anime, il primo DVD in edizione limitata è arrivato al secondo posto con la vendita di 17 521 unità. Dal secondo DVD al quarto, tutte le edizioni limitate hanno raggiunto il primo posto durante la loro prima settimana di vendite, superando le 17 000 unità ciascuno. Il quinto, il sesto e il settimo DVD in edizione limitata sono arrivati anch'essi al primo posto durante la loro prima settimana di vendite, raggiungendo a testa circa le 14 000 unità. L'ottavo DVD si è classificato secondo durante la prima settimana di vendite, vendendo oltre 19 800 unità.